# Lupta de la Cobadin (1916)
Lupta de la Cobadin a fost o acțiune militară de nivel tactic, desfășurată pe Frontul Român, în timpul campaniei din anul 1916 a participării României la Primul Război Mondial. Ea s-a desfășurat în perioada 5/18 septembrie 1916 - 7/20 septembrie 1916 și a avut ca rezultat respingerea atacului forțelor Puterilor Centrale, în ea fiind angajate forțe aliate din Divizia 5 Infanterie, Divizia 19 Infanterie și Divizia 61 Infanterie rusă și forțe ale Puterilor Centrale din Divizia 6 Infanterie bulgară, Divizia 12 Infanterie bulgară, Divizia Mixtă bulgară și Divizia 1 Cavalerie bulgară. A făcut parte din acțiunile militare care au avut loc în bătălia de pe aliniamentul Rasova-Cobadin-Tuzla.:p. 362

## Comandanți

### Comandanți aliați
- General Alexandru Hartel
- Colonel Constantin Scărișoreanu
- General Panteleimon Nicolaevici Simanski

### Comandanți ai Puterilor Centrale
- General Stefan Popov
- General Gheorghi Abadjiev
- General Todor Kantardjiev
- General Ivan Kolev